# 蜷川べに
蜷川 べに（にながわ べに、9月14日 - ）は、日本の三味線演奏者。京都府出身。
ユニバーサルミュージック所属。現在は和楽器バンドのメンバー、津軽三味線奏者。
津軽三味線とモダンの融合をテーマに様々な楽器とコラボレーションを行い、日本の文化の良さも引き継ぎつつより洗練された新しい音楽の表現を広い世代に届けることを目的に活動中。

## 人物・経歴
4歳から祖母、母の影響で京極流にて民謡を始める。小学生の頃から民謡の伴奏として津軽三味線も始める。幼少時代は大阪の劇団「東俳」に所属。三味線の楽曲アレンジ、演奏など幅広く依頼を受ける。
2021年には7年ぶりにYouTubeチャンネルの活動を再開し、音楽業界以外との関わり合いも広げて和の文化を世界に発信したいとしている。

## 受賞歴
- 日本民謡ジュニアフェスティバル大会　全大阪民謡協会主催　敢闘賞
- 第5回秋田民謡西日本大会　敢闘賞　特別賞
- 日本民謡ジュニアフェスティバル大会　　優秀賞
- 日本民謡ジュニアフェスティバル大会　準優勝（NHK大阪放送局賞）
- 日本民謡ジュニアフェスティバル大会　優勝（大阪府知事賞）
- 第35回サンケイ民謡大賞　少年少女の部　　第4位
- 第8回秋田民謡西日本大会　優勝
- 第36回サンケイ民謡大賞　少年少女の部　準優勝
- 南部俵つみ唄全国大会　第3位
- 第9回秋田民謡西日本大会　入賞
- 第37回サンケイ民謡大賞　少年少女の部　優勝（内閣官房長官賞）
- 第19回本荘追分全国大会　　少年少女の部　優勝（文部科学大臣賞、本荘市長賞）
- 南部俵つみ唄全国大会　準優勝
- NHK主催日本民謡ヤングフェスティバル全国大会出場
- NHK主催日本民謡ヤングフェスティバル全国大会出場
- 第2回津軽三味線全国大会IN神戸　努力賞　永田神社賞
- 第4回津軽三味線全国大会IN大阪　個人の部　入賞　団体の部　準優勝
- 第3回津軽三味線全国大会IN神戸　個人の部　第3位　団体の部　優勝

## 所属バンド・ユニット、活動
- 和楽器バンド - 鈴華ゆう子、神永大輔(尺八)、いぶくろ聖志(箏)、町屋(Gt&Vo)、黒流(和太鼓)、亜沙(Ba)、山葵(Dr)、とによる、ロックバンド[5]。オフィシャルサイトでは、「新感覚ロックエンターテイメントバンド」。2024年12月31日をもって活動休止[6][7][8]。

## ディスコグラフィ

### シングル
| 発売日       | タイトル | 規格   | 品番 | レーベル     | 備考 |
| ------------ | -------- | ------ | --- | ------------ | --- |
| 2025年4月3日 | 春ね。   | 12cmCD | ZENT-0009（通常盤）                                                                                       | ZENTA STUDIO | 数量限定豪華版は、 ファンクラブ限定販売。また豪華版のみ、 オリジナル楽曲「ひぃ、ふ、み、よ、いつ、む。」を追加収録。 |
| 2025年4月3日 | 春ね。   | CD+DVD | ZENT-0009-1（MVメイキングver.） ZENT-0009-2（レコーディングメイキングver.） ZENT-0009-3（数量限定豪華版） | ZENTA STUDIO | 数量限定豪華版は、 ファンクラブ限定販売。また豪華版のみ、 オリジナル楽曲「ひぃ、ふ、み、よ、いつ、む。」を追加収録。 |

### 配信限定シングル
| 発売日         | タイトル | レーベル           |
| -------------- | -------- | ------------------ |
| 2022年11月20日 | Lycoris  | ユニバーサルシグマ |

### カバーアルバム
| 発売日        | タイトル                  | 規格   | 品番      | レーベル     | 備考                           |
| ------------- | ------------------------- | ------ | --------- | ------------ | ------------------------------ |
| 2024年8月28日 | 三味線で弾いてみた。Vol.1 | 12cmCD | ZENT-0004 | ZENTA STUDIO | 配信版は2025年4月3日リリース。 |

### 参加作品
| 発売日        | タイトル                         | 収録曲           | 備考       |
| ------------- | -------------------------------- | ---------------- | ---------- |
| 2017年3月22日 | 和楽器バンド『四季彩-shikisai-』 | ワタシ・至上主義 | 作詞・作曲 |

## 出演

### ラジオ
- 和楽器バンド 蜷川べにのeasy going～和の響き～（2023年4月8日 - 2024年4月27日、FM大阪）